# 歸德州 (吐蕃)
歸德州是元代吐蕃宣慰司所轄的一個州，洪武八年正月改置歸德守禦千戶所。在今青海省貴德縣境內。